# 고릴라 글래스

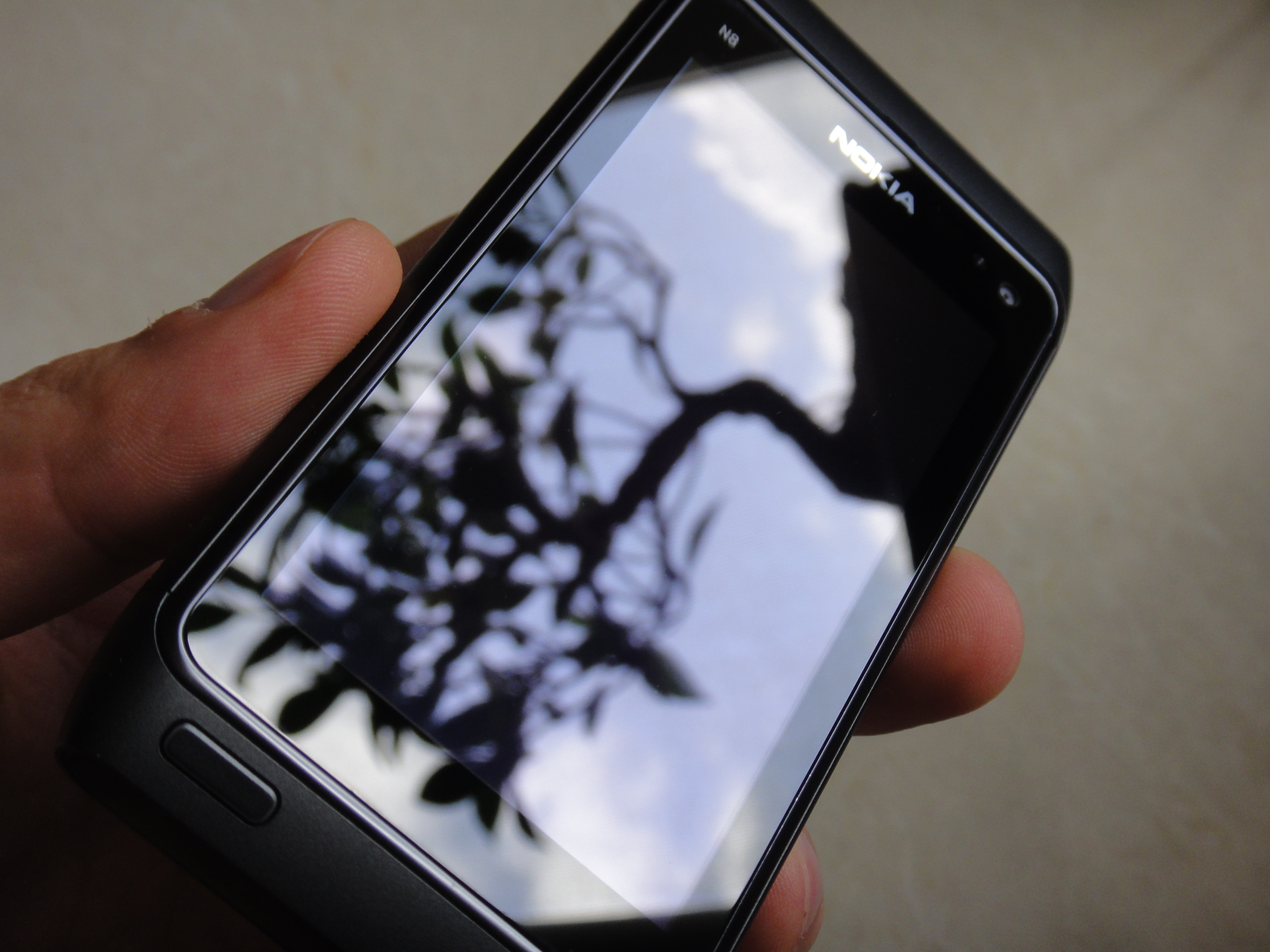
고릴라 글래스 화면을 장착한 노키아 N8

고릴라 글래스(Gorilla Glass)는 코닝이 개발하고 제조한 화학강화유리 브랜드이다. 현재 9세대에 걸쳐 있으며, 얇고 가벼우며 손상에 강하도록 설계되었다. 표면 강도와 균열 저항성은 뜨거운 칼륨-염 이온 교환 용액에 담금으로써 얻어진다.
이 알칼리-알루미늄 규산염 판유리는 주로 스마트폰, 스마트워치, 포터블 미디어 플레이어, 휴대용 컴퓨터 디스플레이, 텔레비전 화면을 포함한 휴대용 전자 기기의 커버 글라스로 사용된다. 켄터키주 해러즈버그; 대한민국 아산; 그리고 타이완에서 제조된다. 2017년 10월 현재, 고릴라 글래스는 전 세계 약 50억 개의 장치에 사용되었다. 시장 지배력에도 불구하고, 고릴라 글래스는 AGC주식회사의 드래곤트레일, 쇼트 AG의 젠세이션, 인조 사파이어를 포함한 유사 제품들과 경쟁하고 있다.

## 배경과 개발
코닝은 1960년대 "프로젝트 머슬" 이니셔티브의 일환으로 화학강화유리를 실험했다. 유리의 표면층 압축 강도를 향상시키기 위해 작은 나트륨 이온을 더 큰 칼륨 이온으로 화학 처리하여 대체하는 방식은 1962년 스티븐 키슬러에 의해 처음 개발되었다. 곧 코닝 연구원들은 알루미늄과 지르코늄 산화물을 추가하면 품질이 더욱 향상된다는 것을 발견했다.
몇 년 안에 그들은 켐코어(Chemcor)로 판매된 "강화 유리"를 개발했다. 이 제품은 1990년대 초반까지 자동차, 항공, 제약 분야 등 상업 및 산업 용도로 사용되었으며, 특히 1968년에 차량의 무게를 최소화하는 것이 필수적이었던 약 100대의 닷지 다트와 플리머스 바라쿠다 경주용 자동차에 사용되었다.
2005년에 소비자 가전제품에 사용할 수 있을 만큼 얇게 만들 수 있는지 연구하며 실험이 재개되었다. 당시에는 고릴라 글래스라고 불리지 않았지만, 2007년 6월 아이폰 출시와 함께 상업적으로 사용되었다. 스티브 잡스가 2007년 1월에 공개한 아이폰은 여전히 플라스틱 디스플레이를 사용했다. 잡스는 무대에서 플라스틱 아이폰을 들어 올린 다음 날, 주머니에 넣어 다닌 후 휴대폰 디스플레이에 생긴 흠집에 대해 불평했다. 그러자 애플은 코닝에 연락하여 새로운 휴대폰에 사용할 얇고 강화된 유리를 요청했다. 1세대 아이폰에 탑재된 흠집 방지 유리는 결국 고릴라 글래스라고 불리게 되었고, 2008년 2월에 공식적으로 소개되었다. 코닝은 다양한 회사들을 위해 스마트폰 및 기타 소비자 전자 기기에 사용할 수 있도록 재료를 더욱 개발했다.
코닝은 이 재료의 주요 특성을 높은 흠집 저항성 (보호 코팅)과 경도 (비커스 굳기 등급 622~701)로 홍보하는데, 이는 유리가 깨지기 쉬운 상태 없이 얇게 만들 수 있도록 한다. 유리는 재활용 가능하다.
2015년 12월, 포드는 2016년에 판매될 2세대 포드 GT 스포츠카의 앞유리와 뒷유리에 이 재료를 사용할 것이라고 발표했다. 이후 포드 F-150 및 지프 랭글러와 같은 주류 모델로 확산되었다.

## 제조
제조 과정에서 유리는 이온 교환으로 강화된다. 재료는 약 400 °C (750 °F)의 온도에서 융해된 알칼리 칼륨 염에 담겨지며, 유리에 있는 작은 나트륨 이온이 염 용액에 있는 더 큰 칼륨 이온으로 대체된다. 더 큰 이온은 더 많은 부피를 차지하여 높은 잔류 압축 응력의 표면층을 생성하여 유리 표면의 강도를 높이고, 결함을 수용할 수 있는 능력을 부여하며, 전체적인 균열 저항성을 높여 일상적인 사용으로 인한 손상에 강하게 만든다.

## 세대
고릴라 글래스는 2007년 6월에 출시된 오리지널 아이폰에 처음 탑재되었고, 2008년 2월에 공식적으로 공개되었다. 2010년까지 이 유리는 전 세계 휴대폰의 약 20%, 즉 약 2억 대에 사용되었다.
고릴라 글래스 2는 2012년 1월에 출시되었다. 2세대는 기존 고릴라 글래스보다 20% 더 얇다. 삼성 갤럭시 S III에 처음 사용되었다. 2012년 10월, 코닝은 10억 대 이상의 모바일 장치에서 고릴라 글래스를 사용했다고 발표했다.
고릴라 글래스 3는 1월 7일 CES 2013에서 발표되었다. 코닝에 따르면, 이 재료는 이전 버전보다 흠집에 3배 더 강하며, 일반적으로 유리를 약화시키는 깊은 흠집에 저항하는 능력이 향상되었다. 고릴라 글래스 3의 홍보 자료에서는 40% 더 흠집에 강할 뿐만 아니라 더 유연하다고 주장한다. 고릴라 글래스 3의 설계는 코닝이 실험실에서 재료를 용융하기 전에 원자 규모 모델링을 처음으로 사용한 것으로, 강성 이론을 적용하여 최적의 구성 예측을 얻었다. 고릴라 글래스 3를 처음 사용한 휴대폰은 삼성 갤럭시 S4였다.
고릴라 글래스 3가 발표되었을 때, 코닝은 향후 개선될 부분으로 반사율 감소, 지문 얼룩에 대한 민감성 감소, 표면 처리 변경, 유리 마감 방식 등을 언급했다. 표면에 항균 이온성 은이 통합된 항균 고릴라 글래스는 1월 CES 2014에서 소개되고 시연되었다.
고릴라 글래스 4는 2014년 11월에 출시되었다. 이전 모델과 동일한 성능을 유지하면서 더 얇게 만들 수 있으며 손상 저항성이 향상되었다. 삼성 갤럭시 알파에 처음 사용되었다.
고릴라 글래스 5는 2016년 7월에 출시되었다. 낙하로 인한 균열에 대한 저항성이 향상되었으며, 삼성 갤럭시 노트7에 처음 사용되었다.
고릴라 글래스 SR+는 2016년 8월에 출시되었다. 이 제품은 웨어러블 모바일 기기용으로 설계되었으며, 강도, 흠집 저항성 및 광학적 선명도에 중점을 두었다. 삼성 기어 S3 스마트워치에 처음 사용되었다.
고릴라 글래스 6은 2018년 7월에 출시되었다. 고릴라 글래스 5의 흠집 저항성을 가지고 있지만, 더 높은 높이에서 여러 번 떨어뜨려도 견딜 수 있도록 설계되었다. 삼성 갤럭시 S10에 처음 사용되었다.
고릴라 글래스 DX와 DX+는 고릴라 글래스 6 출시 후 2018년 7월에 출시되었다. 고릴라 글래스 SR+의 확장 버전인 고릴라 글래스 DX는 고릴라 글래스와 동일한 흠집 저항성을 갖추면서 향상된 반사 방지 광학 기능을 제공하며, 고릴라 글래스 DX+는 우수한 흠집 저항성을 갖춘 향상된 반사 방지 광학 기능을 제공한다. 주로 웨어러블 모바일 기기용으로 개발되었지만, 이러한 새로운 유리 복합재료를 더 큰 폼 팩터 기기에 적용하기 위한 개발이 진행 중이었다. 고릴라 글래스 DX+는 삼성 갤럭시 워치에 처음 사용되었다.
고릴라 글래스 3+는 2019년 8월에 출시되었다. 이 제품은 중급 및 보급형 모바일 기기용으로 설계되었으며, 이 시장 부문에서 고릴라 글래스 3와 고릴라 글래스 5 사이의 낙하 성능 격차를 메운다.
고릴라 글래스 빅터스는 2020년 7월에 출시되었다. 낙하 및 흠집 성능을 모두 향상시켰으며, 코닝은 고릴라 글래스 6보다 흠집에 2배 더 강하다고 주장한다. 삼성 갤럭시 노트20 울트라에 처음 사용되었다.
2021년 7월, 코닝은 고릴라 글래스 DX와 DX+ 유리 복합재료를 스마트폰 카메라 렌즈 커버에 적용할 것이며, 삼성전자가 이를 처음으로 채택할 것이라고 발표했다. 카메라에 고릴라 글래스 DX 보호 기능을 사용한 최초의 삼성 휴대폰은 갤럭시 Z 폴드 3와 갤럭시 Z 플립 3였다.
고릴라 글래스 빅터스 2는 2022년 11월에 출시되었다. 2세대 빅터스는 콘크리트와 같은 거친 표면에서의 낙하 성능 향상을 위한 새로운 구성을 가지고 있다. 흠집 저항성 면에서는 이전 모델과 비슷하다고 한다. 그러나 한 사용자 보고서에 따르면, 이 유리는 미세한 흠집에 취약하며, 이는 파손 저항성 향상을 위해 더 부드러운 재료를 사용했기 때문일 수 있다고 제안되었다. 고릴라 글래스 빅터스 2는 삼성 갤럭시 S23 시리즈에 처음 사용되었다.
고릴라 글래스의 9세대인 고릴라 아머는 2024년 1월에 출시되었다. 코닝은 이전 세대와 직접 비교하지 않았지만, 콘크리트 낙하 테스트에서 기존 알루미노실리케이트 커버 글래스보다 최대 3배 더 나은 성능을 보이며, 흠집 저항성은 4배 더 우수하다고 주장한다. 또한, 일반적인 유리 표면에 비해 반사율을 최대 75%까지 줄여 디스플레이 가독성을 향상시킨다. 삼성 갤럭시 S24 울트라에 처음 사용되었다.
고릴라 글래스 7i는 2024년 6월에 출시되었으며, 특히 중급 및 보급형 스마트폰을 목표로 한다. 경쟁 리튬 알루미노실리케이트 글래스보다 향상된 낙하 보호 및 흠집 저항성을 제공한다. 코닝에 따르면, 고릴라 글래스 7i는 거친 표면에 one 미터 (3.3 ft) 높이에서 떨어뜨려도 견딜 수 있으며, 이는 일반적으로 그 절반 높이에서 실패하는 유사 재료보다 개선된 성능이며, 흠집 저항성도 2배 더 높다.
고릴라 아머 2는 2025년 1월에 출시되었으며, 고릴라 글래스 라인업에 글래스-세라믹 소재가 도입되었다. 고릴라 아머의 낙하 성능 및 반사 방지 특성에 초점을 맞추어 아머 2는 글래스-세라믹 구성으로 낙하 성능을 더욱 향상시킨다. 코닝의 실험실 테스트에서 아머 2는 콘크리트를 모방한 표면에 최대 2.2 미터 (7.2 ft) 높이에서 떨어뜨려도 견디며, 흠집 저항성을 유지한다. 삼성 갤럭시 S25 울트라에 처음 사용되었다.
2025년 5월, 코닝은 곧 출시될 삼성 갤럭시 S25 엣지에 사용될 고릴라 글래스 세라믹 2를 출시했다.

### 특성 비교
| 세대                                      | 1          | 2          | 3          | 4           | 5          | SR+        | 6          | DX/DX+     | 3+         | Victus     | Victus 2    | Armor      | 7i         | Armor 2    | Ceramic 2  |
| ----------------------------------------- | ---------- | ---------- | ---------- | ----------- | ---------- | ---------- | ---------- | ---------- | ---------- | ---------- | ----------- | ---------- | ---------- | ---------- | ---------- |
| 발표                                      | 2008년 2월 | 2012년 1월 | 2013년 1월 | 2014년 11월 | 2016년 7월 | 2016년 8월 | 2018년 7월 | 2018년 7월 | 2019년 8월 | 2020년 7월 | 2022년 11월 | 2024년 1월 | 2024년 6월 | 2025년 1월 | 2025년 5월 |
| 밀도 (g/cm3)                              | 2.45       | 2.42       | 2.39       | 2.42        | 2.43       |            | 2.4        |            |            | 2.4        | 2.41        |            | 2.41       |            | 2.48       |
| 영률 (GPa)                                | 73.3       | 71.5       | 70         | 65.8        | 77         |            | 77         |            |            | 77         | 79          |            | 77         |            | 103        |
| 푸아송 비                                 | 0.21       | 0.21       | 0.22       | 0.22        | 0.21       |            | 0.21       |            |            | 0.21       | 0.22        |            | 0.22       |            | 0.19       |
| 층밀림 탄성률 (GPa)                       | 30.1       | 29.6       | 28.5       | 26          | 31.7       |            | 31.9       |            |            | 31.4       | 32.2        |            | 31.8       |            | 43.1       |
| 비커스 굳기 (200g 하중): 비강화 (kgf/mm2) | 622        | 534        | 555        | 489         | 559        |            | 611        |            |            | 590        | 595         |            | 591        |            | 640        |
| 비커스 굳기 (200g 하중): 강화 (kgf/mm2)   | 701        | 649        | 653        | 596         | 608        |            | 678        |            |            | 651        | 670         |            | 658        |            | 660        |
| 파괴 인성 (MPa·m0.5)                      | 0.7        | 0.68       | 0.66       | 0.67        | 0.69       |            | 0.7        |            |            | 0.76       | 0.82        |            | 0.78       |            | 1.15       |
| 열팽창 계수 (0–300 °C) (10−7/K)           | 91.0       | 81.4       | 75.8       | 86.9        | 78.8       |            | 75.2       |            |            | 72.5       | 58.8        |            | 59.9       |            | 65.9       |

## 관련 제품
슈퍼페스트(Superfest)는 셰베릿(Ceverit) 및 CV-글래스(CV-Glas)로도 알려진 화학적으로 경화된 유리이다. 1970년대 동독에서 개발되었다.
2011년 10월 26일, 코닝은 OLED 및 차세대 LC 디스플레이용으로 설계된 로터스 글래스의 상업적 출시를 발표했다. 로터스 글래스의 고유한 열 일관성은 고온 처리 중에도 모양과 품질을 유지할 수 있도록 한다. 결정화 및 활성화 단계 중 압축 및 변화 감소는 기판에 대한 스트레스와 왜곡을 더욱 줄인다. 이는 고해상도 및 빠른 응답 시간을 위한 고급 백플레인에서 더 엄격한 설계 규칙을 가능하게 한다. 코닝에 따르면, 고릴라 글래스는 특히 디스플레이 장치 외관용 커버 글래스인 반면 로터스 글래스는 액정 디스플레이 패널 내부에 사용되는 유리 기판으로 설계되었다. 즉, 단일 제품이 고릴라 글래스와 로터스 글래스를 모두 포함할 수 있다.
2012년 2월 2일, 코닝 주식회사와 삼성 모바일 디스플레이 주식회사는 한국의 OLED 장치 시장을 위한 특수 유리 기판 제조를 위한 새로운 지분 합작 회사 설립 계약을 체결했다. 이 합작 회사는 로터스 글래스를 기반으로 한다. 로터스 XT 글래스는 2013년에 출시되었다.
2012년, 코닝은 붕규산 유리를 기반으로 한 유연한 유리인 윌로우 글래스를 출시했으며, 디스플레이 기판으로 사용하기 위해 출시되었다.
세라믹 실드는 애플과 공동 개발한 세라믹 경화 전면 유리로, 아이폰 12부터 (3세대 아이폰 SE 제외) 모든 아이폰에 사용된다.

## 같이 보기
- 코닝 (기업)